# Eurocopter Dauphin
Der Eurocopter SA 360 Dauphin (französisch für „Delphin“) ist ein leichter Mehrzweckhubschrauber. Er wurde von Aérospatiale, später Eurocopter und ab 2014 von Airbus Helicopters gebaut. Es existieren mehrere Versionen mit einem oder zwei Triebwerken. Allen gemein ist der Fenestron-Heckrotor. Während die ersten Varianten mit einem starren Fahrwerk ausgestattet waren, kommt bei den Weiterentwicklungen ein Einziehfahrwerk zum Einsatz. Der erste Prototyp flog am 2. Juni 1972. Das letzte produzierte Modell ist die AS 365 N3. Das aus der AS 365 entwickelte aktuelle Modell, die EC 155, wurde parallel zu dieser angeboten. In China wurde das Modell in Lizenz als Z-9 gefertigt. Im Januar 2022 endete die Produktion der Dauphin-Familie mit der Auslieferung einer AS365 N, an die spanische Zollbehörde. Der Airbus Helicopters H155 B wird weiterhin gebaut.
Die Dauphin wird weltweit für Rettungs-, Polizei- und Transportaufgaben oder auch zum Passagiertransport verwendet.

## Varianten
Die Maschine wurde zunächst als einmotorige Variante SA 360 vorgestellt und später zu der bis 2022 gefertigten zweimotorigen Variante weiterentwickelt. Sie entstand als Nachfolgemodell der Alouette III.

### SA 360

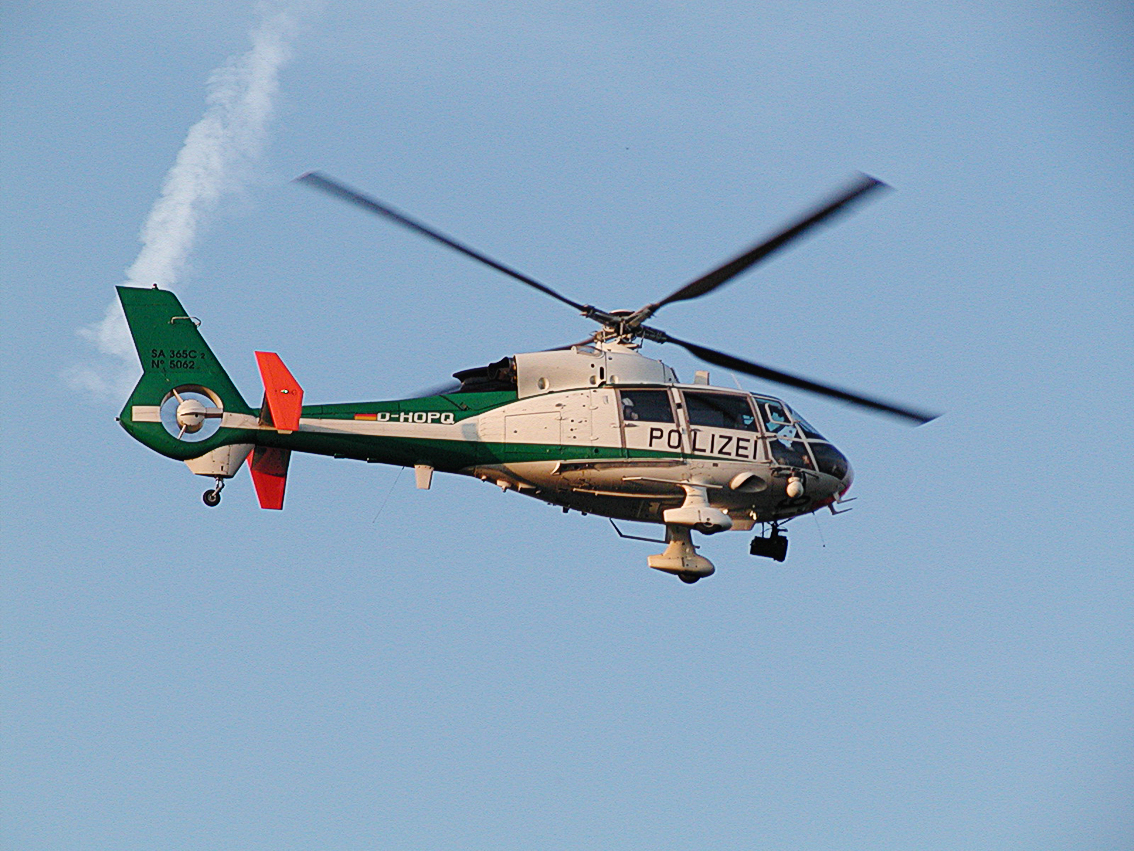
Eine SA 365 C2 der Polizei Niedersachsen

Der Prototyp war mit einem 730 kW leistenden Triebwerk Turbomeca Astazou XVI und einem Vier-Blatt-Hauptrotor ausgerüstet. Mit dieser Konfiguration wurden zunächst 180 Flüge durchgeführt. Es zeigten sich Vibrationen im Rotorsystem. Der Einsatz von Anti-Flatter-Massen in den Rotorspitzen verringerte diesen Effekt. Für weitere Versuche kam eine 785 kW starke Variante (XVIIIA) der Astazou zum Einsatz. Der Erstflug der geänderten Maschine erfolgte am 4. Mai 1973. Die erste Produktionsmaschine, eine SA 360 C, flog erstmals im April 1975. Es wurden bis 1981 insgesamt etwa 40 Maschinen gefertigt.

### SA 361
Die SA 361 wurde in einigen Exemplaren gefertigt und flog erstmals am 12. Juni 1976. Sie verfügte über den gleichen Vier-Blatt-Hauptrotor wie die SA 360, besaß jedoch ein leistungsstärkeres Triebwerk (Astazou XX mit 749 kW), bessere Flugleistungen und eine höhere Zuladung. Eine militärische Variante für den Einsatz von acht HOT-Flugkörpern (SA 361 HCL) wurde ebenfalls entwickelt und im Mai 1978 mit einer 1043 kW leistenden Astazou XXB vorgestellt. Eine Serienfertigung fand jedoch nicht statt.

### SA 365 C

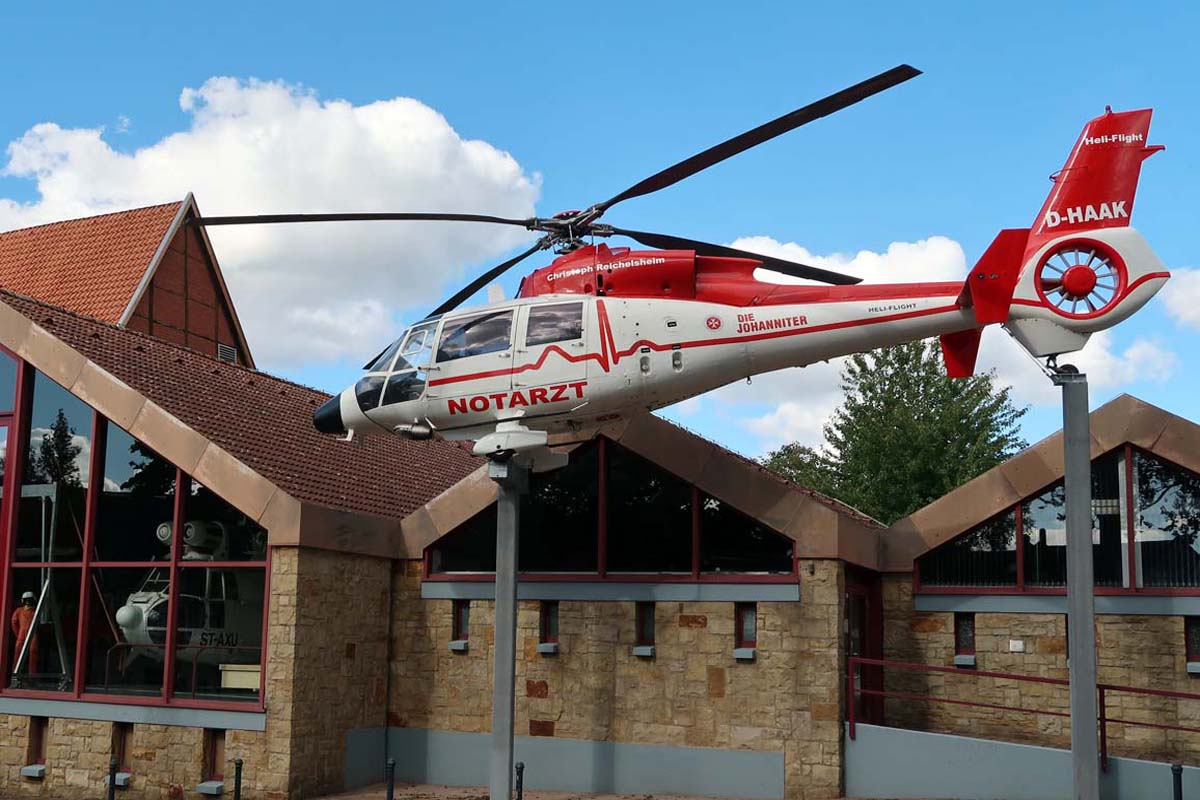
Eurocopter SA 365 C3 – ehemaliger Rettungshubschrauber Christoph Reichelsheim – aufgeständert vor dem Hubschraubermuseum Bückeburg

Die SA 365 C Dauphin 2 ist eine zweimotorige Ausführung, die seit 1973 entwickelt wurde. Grund für die zweimotorige Ausführung ist in erster Linie die höhere Betriebssicherheit. Am 24. Januar 1975 fand der Erstflug statt. Die Maschine erhielt Turboméca-Arriel-Wellenturbinen mit 505 kW Leistung, für die eine Änderung der Triebwerksverkleidungen nötig war. Auch wurde das Vier-Blatt-Haupt-Rotorsystem getauscht. Die ersten Serienmaschinen wurden ab Dezember 1978 ausgeliefert. Bis zum Produktionsende 1981 wurden etwa 50 Maschinen dieses Typs hergestellt.

### AS 365 N (bis 1990: SA 365)

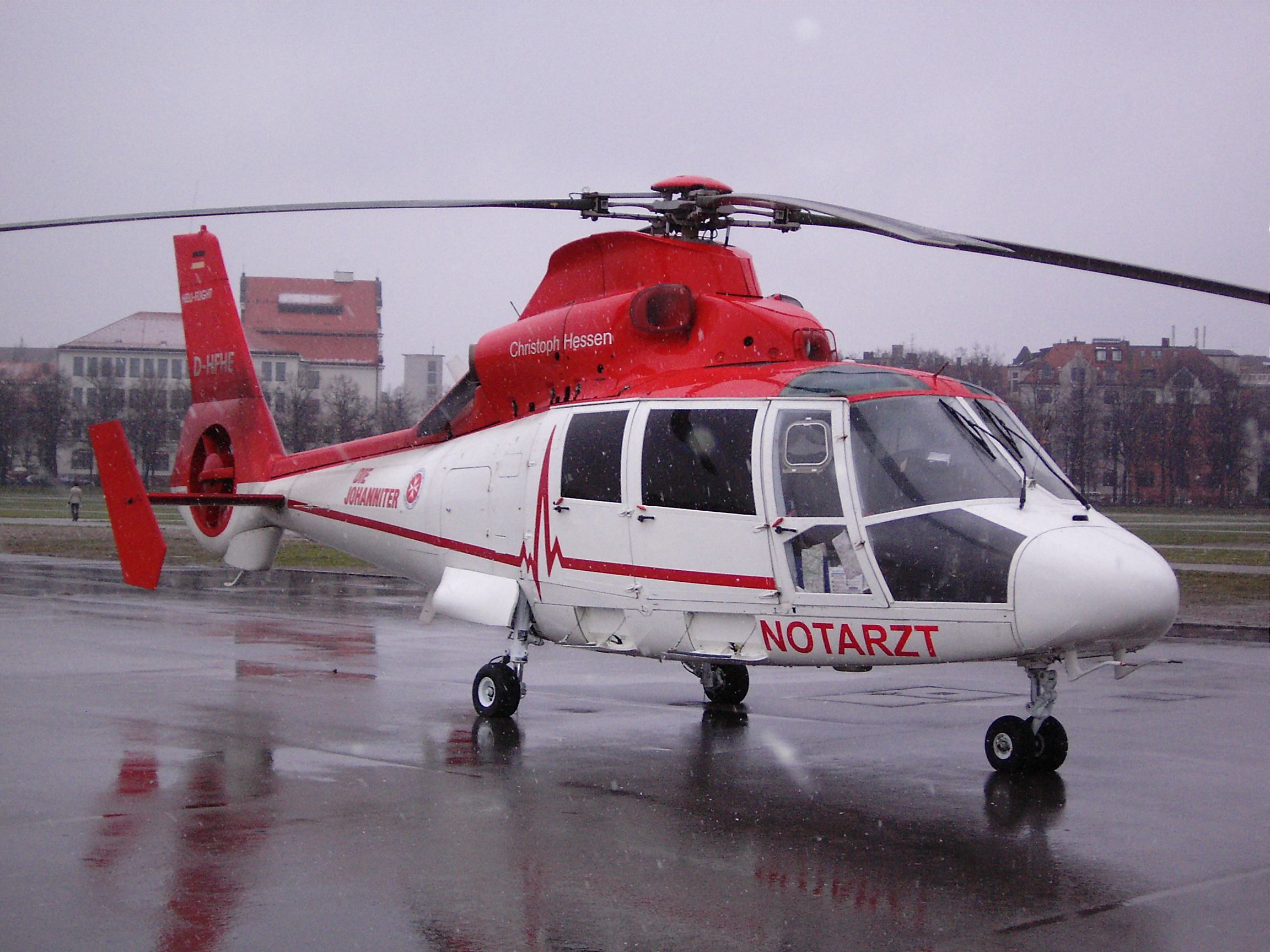
SA 365 N – Intensivtransport-Hubschrauber Christoph Hessen

Die 365 N stellt als erste Variante mit Bugradeinziehfahrwerk, größeren Leitwerksflächen, einem geänderten Getriebe, weiter verbesserten Vier-Blatt-Hauptrotor mit Mastverkleidung und optimierter Motorverkleidung eine wesentliche Weiterentwicklung dar. Als Triebwerk wurden die Turboméca Arriel 1C mit 447 kW eingesetzt. Der Erstflug fand am 31. März 1979 statt. Diese Variante ersetzte ab 1982 die bisherigen Typen SA 360 und SA 365C und wurde bis 1990 produziert.

### AS 365 N2
Die leicht verbesserte Variante N2 erhielt Detailverbesserungen an den Kabinentüren, am Getriebe und der Inneneinrichtung sowie leistungsgesteigerte Arriel-1C2-Triebwerke mit 569 kW. Das Cockpit erhielt ein Electronic Flight Instrument System. Die ersten Maschinen dieses Typs wurden 1990 ausgeliefert; die Fertigung dauert noch an (2005).

### AS 365 N3
Weiter verbesserte Variante der AS 365 mit FADEC und zwei Arriel-2C-Triebwerken zu je 729 kW. Die Auslieferung dieser Variante begann im Dezember 1998 und endete im Januar 2022.

### AS 365 N3+
Die AS 365 N3 wurde seit Ende des Jahres 2013 von der AS365 N3+ abgelöst, die 15 % mehr Leistung aufweist. Das maximale Abfluggewicht hat sich dadurch auf 4,5 Tonnen erhöht. Die neue Version erhielt das Hauptgetriebe des EC 155, einen neuen Starflex-Hauptrotorkopf und einen verstärkten Hauptrotormast.

### SA 366 G1 / HH-65Dolphin

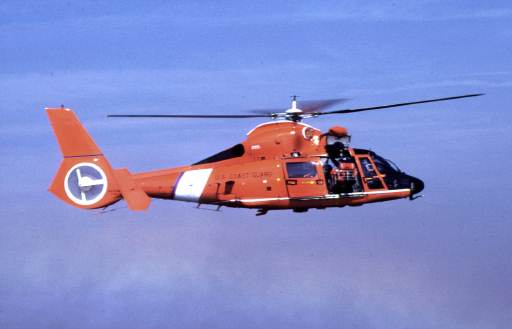
Aerospatiale HH-65

Die SA 366 G ist eine Variante für die US-Küstenwache. Die Bezeichnung für die Maschinen dort lautete HH-65A Dolphin. Sie entsprechen bis auf die Triebwerke Textron LTS 101 mit 551 kW Leistung und einigen weiteren Detailänderungen (um US-Anforderungen zu genügen) der SA 365 N. Es wurden insgesamt 99 Maschinen dieses Typs geliefert. Die US-Küstenwache erteilte im Jahr 2004 den Auftrag, die Hubschrauber mit einem neuen Triebwerk auszustatten. Dazu wurde das Arriel-2C2-CG-Triebwerk ausgewählt (CG steht für Coast Guard). Nach dieser leistungssteigernden Modernisierung, die insgesamt 95 Stück umfasste, änderte sich die Bezeichnung des Hubschraubers in HH-65C.

### EC 155 B / B1
Die ursprüngliche Bezeichnung der EC 155 B lautete AS 365 N4 (Arriel 2C1). Aufgrund des komplett neuen Fünf-Blatt-Hauptrotors mit unbegrenzter Lebensdauer und der durch geänderte Türen wesentlich größeren Kabine wurde jedoch eine neue Serienbezeichnung verwendet. Die Maschine wurde am 17. Juni 1997 erstmals geflogen und noch im selben Jahr auf der Pariser Luftfahrtausstellung der Öffentlichkeit vorgestellt. Das Modell EC 155 B1 besitzt zwei Arriel-2C2-Triebwerke mit 636 kW Dauerleistung, also 12 % Leistungssteigerung.

### Harbin Z-9/WZ-9

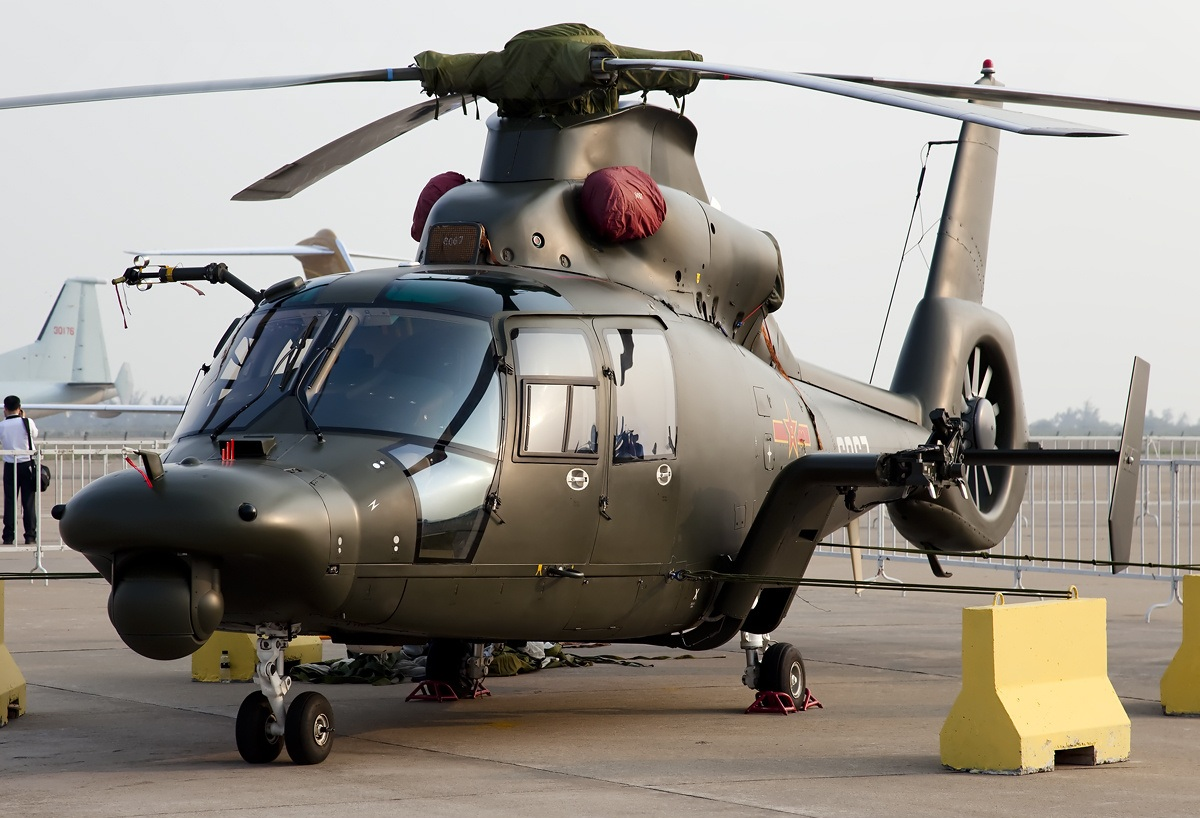
Chinesische Militärvariante Z-9

Die Harbin Z-9 Haitung (Delfin) ist eine Lizenzvariante, die in China gefertigt wird. Dazu wurde im Jahr 1980 zwischen Aerospatiale und der chinesischen Regierung eine Lieferung von 28 Dauphin 365N und 20 Dauphin 365N2 in Form von Bausätzen vereinbart, die nach der Auslieferung bis zum Januar 1982 in der Harbiner Flugzeugfabrik (HAMC, englisch Harbin Aircraft Manufacturing Corporation) endmontiert wurden. Die N-Versionen wurden als Z-9 und die N2 als Z-9A bezeichnet, wobei in letzterer auch chinesische Komponenten eingesetzt werden. Die erste in China montierte Z-9 startete am 6. Februar 1982 zu ihrem Erstflug. Die erste als Bordhubschrauber und zur U-Boot-Bekämpfung vorgesehene Marineversion Z-9C folgte am 3. Dezember 1987. Diese wurde später mehrfach modernisiert und ab Ende der 1990er Jahre mit einem X-Band-Radar ausgerüstet, was an einer verlängerten Nase zu erkennen ist. Von dieser Maschine wurde auch 2006 sechs Stück als Z-9EC nach Pakistan verkauft und ab September 2009 für die F-22P-Fregatten Pakistans geliefert. Ab 1988 wurden die Z-9A mit französischer Hilfe modernisiert und die zwei Prototypen mit 550 kW starken Wozhou WZ-8A (Lizenzbau der Turbomeca Arriel 1C2) ausgerüstet. Die Maschinen wurden als Z-9A-100 bezeichnet, aber nie in Serie produziert, da sich im Jahr 1989 die Beziehungen zum Westen verschlechterten. HAMC setzte daraufhin die Entwicklung als Z-9B allein fort und brachte am 16. Januar 1992 die erste zu 70 % aus chinesischen Bauteilen bestehende und nur am Heckpropeller mit 11 Kunststofffaser- statt 13 Metallblättern zu erkennende Maschine zum Erstflug. Von diesem Typ wurden anfangs fünf, später sieben Stück pro Jahr gebaut, daneben wurden im Jahr 1993 weitere 22 Bausätze der AS 365N2 in Frankreich bestellt. Die eigentlich ausschließlich für den zivilen Einsatz entwickelten Maschinen wurden nach und nach in Militärmaschinen umgewandelt. Dazu wurden sie mit einer entsprechenden Farbgebung und Trägersystemen für Raketen und Kanonen ausgerüstet. Bei der etwa 1995 zum Erstflug gestarteten WZ-9 (auch Z-9G und später Z-9W) handelt es sich um eine bewaffnete Version, die zur Panzerabwehr eingesetzt werden kann. Dazu wurde sie mit zwei drahtgelenkten HJ-8 (vereinfachte Nachbauten der TOW) ausgerüstet. Mindestens 15 Maschinen dieses Typs wurden produziert. Ab 2001 begannen Flugversuche mit der zivilen Version H-410A (einer Version der AS 565) mit 4100 kg Startmasse und 635 kW starkem Arriel-2C-Triebwerk, die ab 2005 in Serie produziert wurde. Ab 2008 wurde die um 0,2 m längere H-425 (militärische Bezeichnung Z-9WA) vorgestellt. Die in zwei unterschiedlichen Ausstattungsversionen gefertigte militärische Version verfügt über ein kugelförmiges elektrooptisches Sichtsystem der chinesischen Firma EOTDC unter der Nase und zwei Waffenträger für vier lasergelenkte HJ-9-Panzerabwehrlenkraketen. Im Jahr 2009 wurden vier Maschinen dieses Typs nach Kenia verkauft.
Am 27. Juli 2016 meldete der Konzern AVIC den Erstflug des Musters „Avicopter AC312A“.

### Helibras MH-1
Die  Helibras MH-1 ist eine Lizenzvariante, die in Brasilien von Helibras gefertigt wird.

## Militärische Versionen

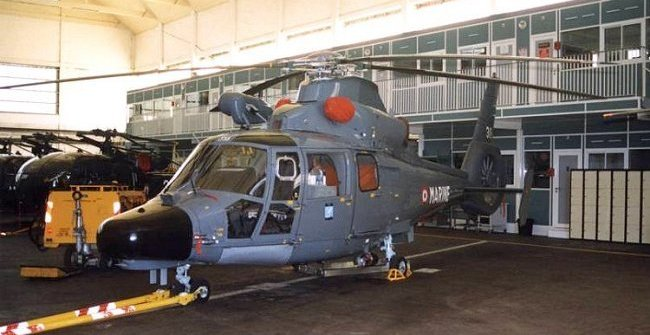
Aerospatiale SA 365 F

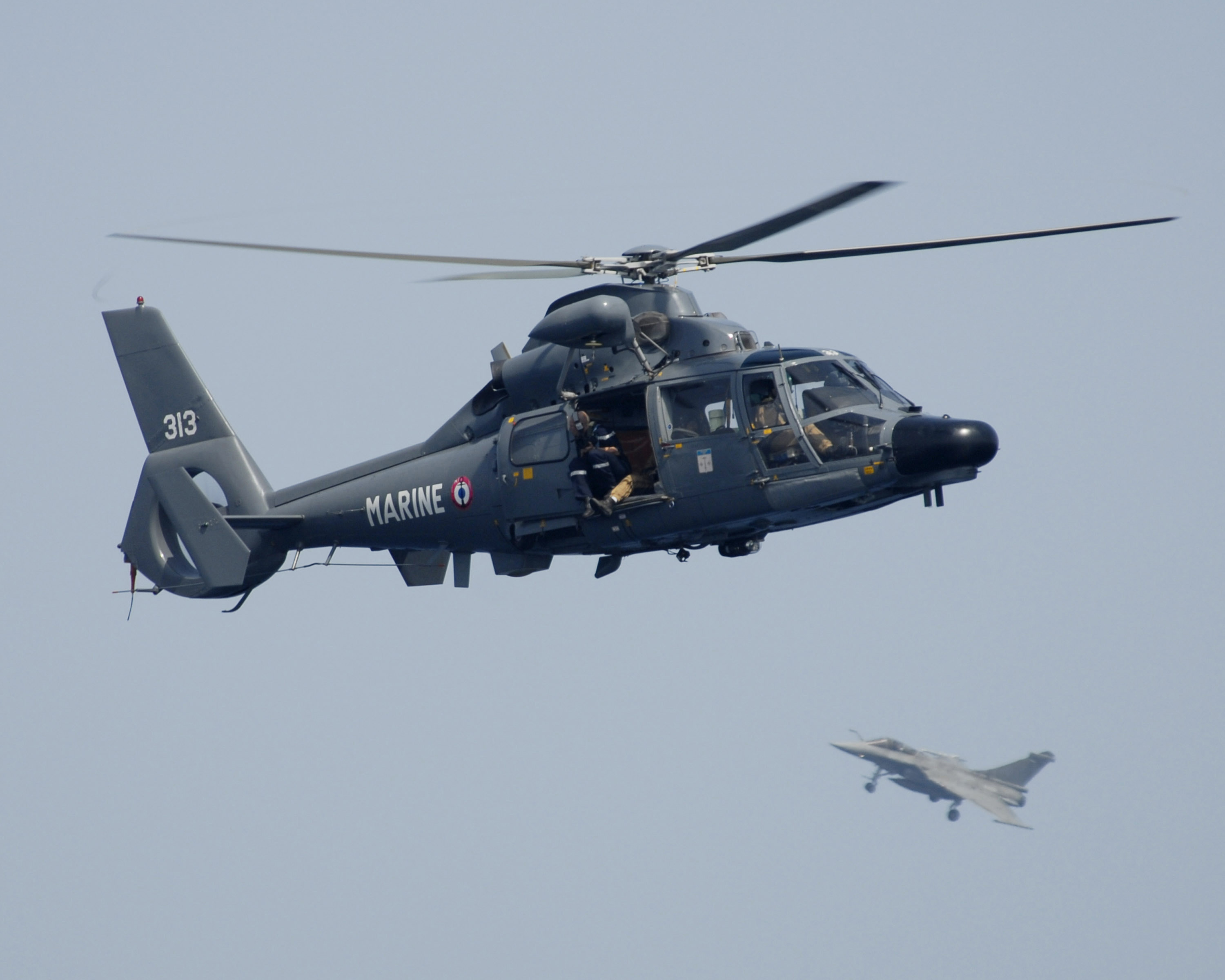
SA 365 der französischen Marine

Obwohl die Dauphin in der Zivilversion auch von verschiedenen Streitkräften verwendet wird, existieren auch spezielle militärische Versionen.

### SA 365 F
Die SA 365F ist eine Variante der SA 365 N für die Marine Nationale. Sie wird seit 1991 für allgemeine Aufgaben und zu Sicherungszwecken an Bord eines Flugzeugträgers verwendet. Stets befindet sich während des Flugbetriebes ein Hubschrauber mit Rettungstauchern in der Luft, um bei einem Unfall den Piloten sofort beistehen zu können. Erste Versuche wurden 1990 erfolgreich an Bord der Clemenceau durchgeführt. Die Variante 365F wird seit 1999 ausschließlich bei der Flottille 35F verwendet.

### AS 565Panther
Die Variante AS 565 ist die militärische Variante der AS 365 N. Folgende Versionen wurden entwickelt:
- AS 565 AA/AB: eine Variante als Angriffshubschrauber. Nicht produziert.
- AS 565 CA: Version für die Panzerabwehr.
- AS 565 MA/MB: Marine-Ausführung der UA/UB-Version. Die UB-Variante befindet sich zurzeit (11/2005) in Produktion. Einsatzziele sind neben typischen SAR-Aufgaben die Schiffsbekämpfung. Daneben wurde die Radaranlage verbessert, so dass sie jetzt einen Blickwinkel von 240° respektive 360° besitzt. Die Rotorblätter und das Seitenleitwerk können zusammengeklappt werden. Ein spezieller Korrosionsschutz und eine Motorspülanlage kommen zur Anwendung, so dass Salzwasser keinen Einfluss auf die Lebensdauer der Zelle und Antriebe hat. Die Tankanlage wurde so geändert, dass eine Druckbetankung und ein Schnellablassen möglich ist. Das Bugrad kann festgesetzt werden. Bei einer Notwasserung blasen sich Stabilisierungszellen auf. Für eine einfache Landung auf stark schwankenden Schiffen befindet sich unter dem Rumpf ein Greifer (Harpoon). Es befinden sich darüber hinaus zusätzliche Laschen an der Zelle, um sie sicher befestigen zu können.
- AS 565 SA/SB: U-Boot-Abwehr-Variante, nicht in Produktion und zum Teil durch Variante MB ersetzt.
- AS 565 UA/UB: Unterstützungsversionen. Die Maschinen sind mit zwei Turboméca-Arriel-2C-Triebwerken mit je 625 kW ausgerüstet. Einsatzzweck ist der Transport von acht bis zehn Soldaten, Transport von vier Verwundeten und einem Arzt und leichte Transportaufgaben. Für Rettungszwecke kann eine Winde mit einer Maximallast von 272 kg und einer Seillänge von 90 m montiert werden. Die Variante UB ist zurzeit (11/2005) in Produktion.

## Militärische Nutzerstaaten
Brasilien
Brasilianisches Heer: 36 HM-1 Manobra (AS.565AA Panther), bei Helibras in Lizenz gefertigt
 Bulgarien
Bulgarische Marine: 3 AS.565MB Panther
 Volksrepublik China
Marine der Volksrepublik China: 10 Harbin Z-9, Bordhubschrauber
 Frankreich
Aéronavale: 10 SA.365F, Bordhubschrauber
 Griechenland
Griechische Küstenwache: 6 AS.565N3 „Aegean Dolphin“, Bordhubschrauber für Fregatten
 Israel
Israelische Luftstreitkräfte: 5 AS.565MA „Atalef“, Bordhubschrauber auf Schiffen der Sa’ar-5- und Sa’ar-6-Klasse der israelischen Marine, stationiert auf Ramat David
 Kamerun
L’ Armée de l’Air du Cameroun: 1 Harbin Z 9
 Kolumbien
Kolumbianische Marine: 4 AS.565N3, Bordhubschrauber für Fregatten der Almirante Padilla-Klasse und Hochsee-Patrouillenboote 20-de-Julio-Klasse
 Litauen
Litauische Luftwaffe: 3 AS.565N3 für SAR-Aufgaben
 Marokko
Königlichen Marine: 3 AS.565MB Panther, Bordhubschrauber für Fregatten
 Mexiko
Armada de México: 15 AS.565 Panther (5 AS.365MB, 10 AS.365MBe)
 Pakistan
Pakistanische Marine: 6 Harbin Z-9, Bordhubschrauber
 Schweiz
Schweizer Luftwaffe: 1 AS.365 Dauphin, wurde als VIP-Hubschrauber betrieben (heute außer Dienst).
 Vereinigte Staaten
US Coast Guard
 Vereinigtes Königreich
Army Air Corps: 5 AS.365N3 Dauphin II, im Dienst der 8. Flight des 22. Regiment, für die britische Spezialeinheit SAS betrieben

## Technische Daten

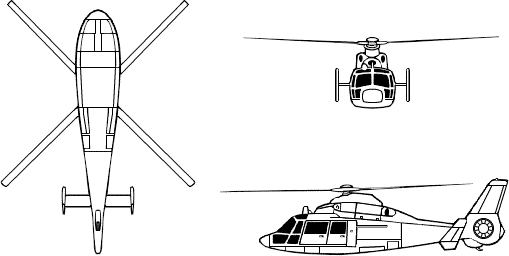
Risszeichnung der AS 365 Dauphin

| Kenngröße              | Daten AS 365 N-2 Dauphin                              |
| ---------------------- | ----------------------------------------------------- |
| Besatzung + Passagiere | 1/2 + 13/12                                           |
| Länge über alles       | 13,68 m                                               |
| Rumpflänge             | 11,63 m                                               |
| Höhe                   | 3,98 m                                                |
| Rotordurchmesser       | 11,94 m                                               |
| Leergewicht            | 2.240 kg                                              |
| Maximales Startgewicht | 4.250 kg                                              |
| Antrieb                | zwei Wellenturbinen Turboméca Arriel 1C2 zu je 550 kW |
| Höchstgeschwindigkeit  | 285 km/h                                              |
| Reichweite             | 900 km                                                |
| Dienstgipfelhöhe       | 3.700 m                                               |
| Maximale Steigrate     | 6 m/s                                                 |

## Bewaffnung
Luft-Luft-Lenkwaffen
- 2 × Doppel-Lenkwaffenwerfer für je 2 × wärmebildgesteuerte Kurzstrecken-Luft-Luft-Lenkwaffen MBDA Mistral (AATCP)

Luft-Boden-Lenkwaffen
- 8 × drahtgesteuerte Panzerabwehrlenkflugkörper HOT (nur AS.565CA)
- 4 × drahtgesteuerte Seeziellenkflugkörper Euromissile AS.15TT
- 2 × DTCN-Torpedo L4
- 4 × lasergesteuerte Panzerabwehrlenkflugkörper Norinco Hong Jian-9 (HJ-9) (nur Z-9)

Ungelenkte Luft-Boden-Raketen
- 2 × Raketen-Rohrstartbehälter TBA 68-12 für je 12 × ungelenkte SNEB-Luft-Boden-Raketen; Kaliber 68 mm
- 2 × Raketen-Startbehälter Matra Type 156 für je 19 × ungelenkte Luft-Boden-Raketen SNEB; Kaliber 68 mm

Externe Behälter
- 2 × Maschinenkanonenbehälter GIAT M621 (POD NC 621 im Kaliber 20 mm) mit 180 Schuss Munition